# Diksnavelkoningstiran
De diksnavelkoningstiran (Tyrannus crassirostris) is een zangvogel uit de familie Tyrannidae (Tirannen).

## Verspreiding en leefgebied
Deze soort komt voor van de zuidwestelijke Verenigde Staten tot Guatemala en telt twee ondersoorten:
- T. c. pompalis: zuidoostelijk Arizona en westelijk Mexico.
- T. c. crassirostris: zuidwestelijk Mexico en westelijk Guatemala.

## Status
De grootte van de populatie is in 2019 geschat op 2 miljoen volwassen vogels. Op de Rode lijst van de IUCN heeft deze soort de status niet bedreigd.